# اینترنشنال پی‌استار
اینترنشنال پی‌استار (International Paystar) خودرویی است که در سال‌های ۱۹۷۲ تا Presentدر گارلند و تگزاس تولید شده‌است. است. سیستم جعبه‌دندهٔ آن به دو صورت خودکار و دستی است.

## نگارخانه

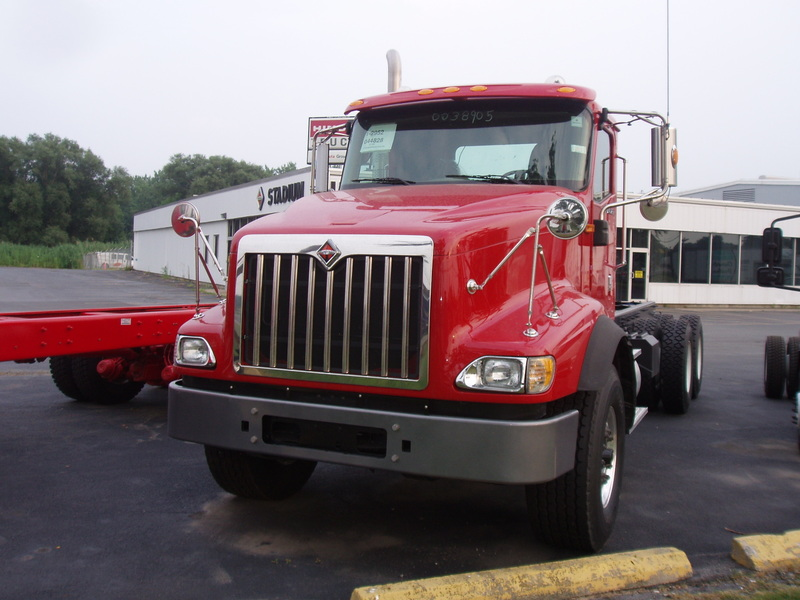
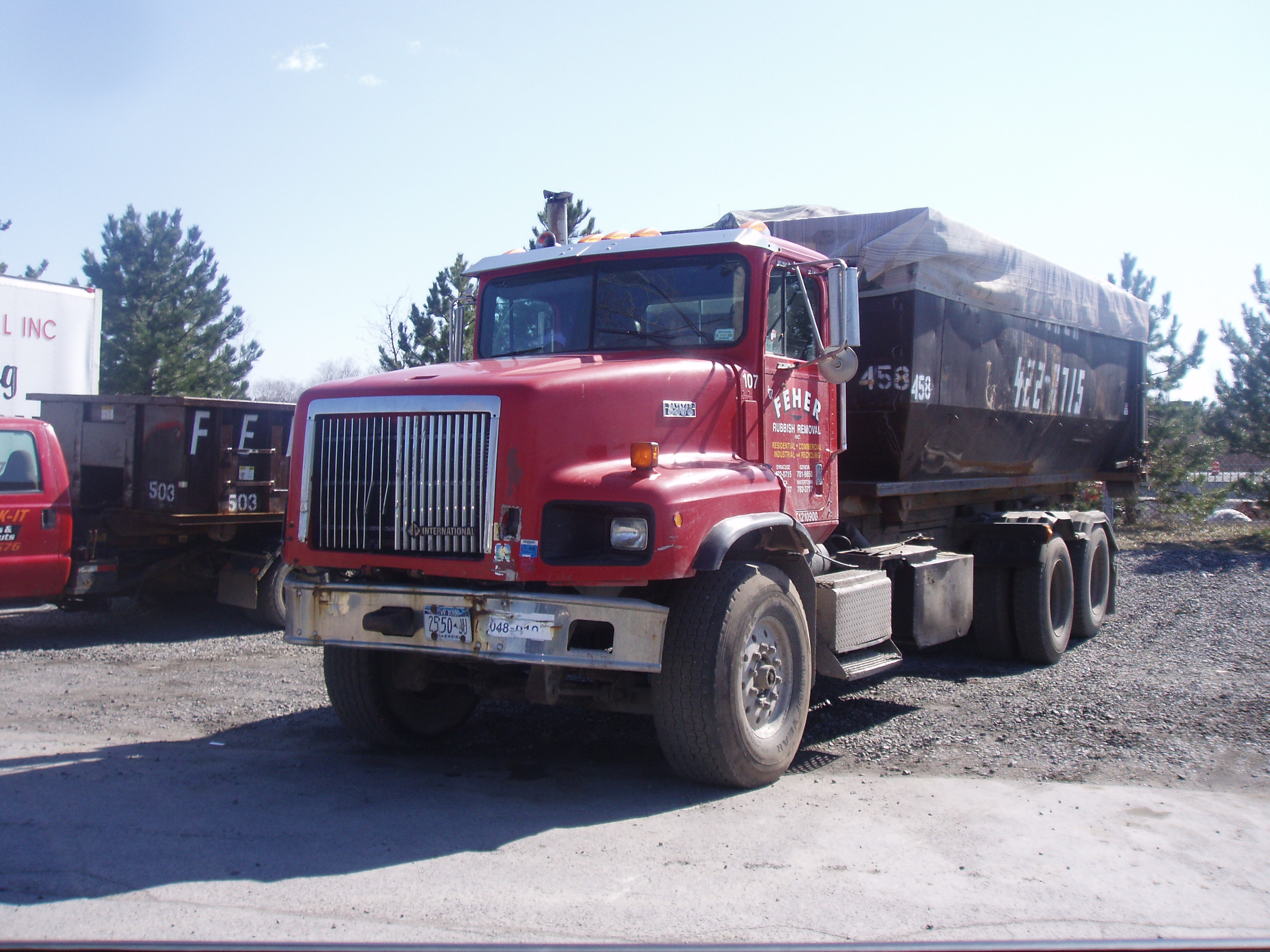